# Manfred Geier

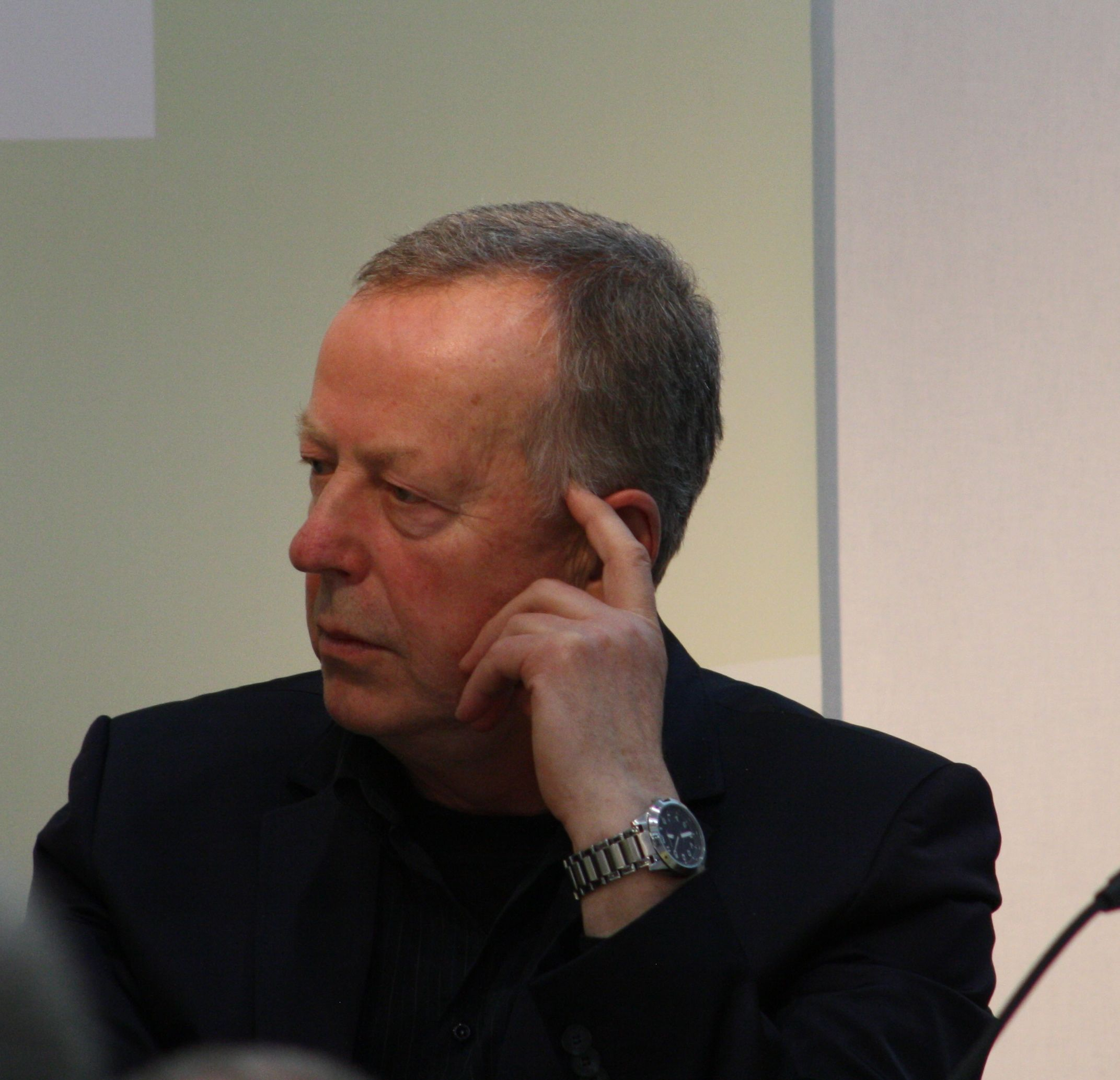
Manfred Geier auf der Leipziger Buchmesse 2012

Manfred Geier (* 25. März 1943 in Troppau, Reichsgau Sudetenland) ist ein deutscher Germanist und Publizist.

## Leben
Nach dem Abitur 1962 studierte Geier bis 1968 Germanistik, Politikwissenschaften, Philosophie an den Universitäten Frankfurt, Berlin und Marburg. Dort arbeitete er von 1970 bis 1979 als Wissenschaftlicher Mitarbeiter und promovierte 1973 bei Gisbert Keseling mit der Arbeit Linguistischer Strukturalismus als Sprachkompetenztheorie. Zu Noam Chomskys „Revolutionierung“ der Linguistik. Seine Habilitation erfolgte mit Kulturhistorischen Sprachanalysen 1982 an der Universität Marburg. Von 1982 bis 1987 war er außerplanmäßiger Professor für Linguistik an der Universität Hannover. Er beendete seine Lehrtätigkeit 1998.
Geier lebt in Hamburg als freier wissenschaftlicher Publizist und Autor.

## Schriften (Auswahl)
- Wechselströme des Geistes. Die Visionen des genialen Erfinders Nikola Tesla. MSB Verlag, Berlin 2023. ISBN 978-3-7518-0390-8.
- Philosophie der Rassen. Der Fall Immanuel Kant. Matthes & Seitz, Berlin 2022. ISBN 978-3-7518-0538-4.
- Die Liebe der Philosophen. Von Sokrates bis Foucault. Rowohlt, Hamburg 2020. ISBN 978-3-498-02543-4.
- Wittgenstein und Heidegger. Die letzten Philosophen. Rowohlt, Reinbek 2017. ISBN 978-3-498-02528-1.
- Leibniz oder Die beste der möglichen Welten. Rowohlt, Reinbek 2017, ISBN 978-3-644-00003-2.
- Geistesblitze. Eine andere Geschichte der Philosophie. Rowohlt, Reinbek 2013. ISBN 978-3-498-02523-6.
- Aufklärung. Das europäische Projekt. Rowohlt, Reinbek 2012. ISBN 978-3-498-02518-2.
- Die Brüder Humboldt. Eine Biographie. Rowohlt, Reinbek 2009. ISBN 978-3-498-02511-3.
- Was konnte Kant, was ich nicht kann? Rowohlt, Reinbek 2006. ISBN 3-499-62162-2.
- Worüber kluge Menschen lachen. Rowohlt, Reinbek 2006. ISBN 978-3-499-62117-8.
- Martin Heidegger. Rowohlt, Reinbek 2005. ISBN 3-499-50665-3.
- Kants Welt. Eine Biographie. Rowohlt, Reinbek 2003. ISBN 3-498-02491-4.
- Die kleinen Dinge der großen Philosophen. Rogner und Bernhard, Hamburg 2001. ISBN 3-8077-0214-8.
- Fake. Leben in künstlichen Welten. Rowohlt, Reinbek 1999. ISBN 3-499-55632-4.
- Orientierung Linguistik. Rowohlt, Reinbek 1998. ISBN 3-499-55602-2.
- Das Glück der Gleichgültigen. Rowohlt, Reinbek 1997. ISBN 3-499-55586-7.
- Karl Popper. Rowohlt, Reinbek 1994. ISBN 3-499-50468-5.
- Der Wiener Kreis. Rowohlt, Reinbek 1992. ISBN 3-499-50508-8.
- Das Sprachspiel der Philosophen. Rowohlt, Reinbek 1989. ISBN 3-499-55500-X.
- Linguistische Analyse und literarische Praxis. Narr, Tübingen 1986. ISBN 3-87808-276-2.
- Die Schrift und die Tradition. Wilhelm Fink, München 1985. ISBN 3-7705-2304-0.
- Methoden der Sprach- und Literaturwissenschaft. München 1983. ISBN 3-7705-2099-8.
- Doktor Ubu und ich. Pataphysische Begegnungen. Bibliotheca pataphysica Bd. 2. CMZ-Verlag, Rheinbach-Merzbach 1983. ISBN 3-922584-17-9.
- Kulturhistorische Sprachanalysen. Pahl-Rugenstein, Köln 1979. ISBN 3-7609-0483-1.